# Ante Rukavina
Ante Rukavina (født 18. juni 1986 i Šibenik) er en kroatisk fodboldspiller. Indtil sommeren 2016 var han på kontrakt hos Dinamo Zagreb.